# Betacixius obliquus
Betacixius obliquus är en insektsart som beskrevs av Matsumura 1914. Betacixius obliquus ingår i släktet Betacixius och familjen kilstritar. Inga underarter finns listade i Catalogue of Life.